# Jubelparktunnel (weg)
De Jubelparktunnel (in het Frans: Tunnel du Cinquantenaire) is een stedelijke tunnel voor het autoverkeer gelegen in de Belgische hoofdstad Brussel. De tunnel ligt in een centrale as onder het Jubelpark en verbindt de Wettunnel met de Tervurenlaan. Tegen 2030 zou de Jubelparksite gerenoveerd worden, met een volledig overkapte tunnel.
Annie Cordytunnel · Baljuwtunnel · Belliardtunnel · Boileautunnel · Deltatunnel · Georges Henritunnel · Hallepoorttunnel · Jubelparktunnel ·Koninginnetunnel · Kortenbergtunnel · Kruidtuintunnel · Kunst-Wettunnel · Louizatunnel · Madoutunnel · Montgomerytunnel · Naamsepoorttunnel · NAVO-tunnel · Pachecotunnel · Reyerstunnel · Rogiertunnel · Stefaniatunnel · Tervurentunnel · Troontunnel · Van Praettunnel · Vleurgattunnel · Wettunnel · Woluwetunnel